# Французька конституція 1791 року
Французька конституція 1791 року (фр. Constitution de 1791) — прийнята установчими зборами конституція Франції. Установчі збори 3 вересня 1791 р. затвердили першу в історії Франції конституцію, підготовлену ще наприкінці 1789 р. Король майже два роки затягував її затвердження, оскільки вважав конституцію занадто радикальною, але згодом підписав Основний Закон країни.
Преамбулою (вступом) до конституції стала «Декларація прав людини і громадянина», згідно з якою усі громадянини Франції оголошувалися рівними у правах. Конституція 1791 закріплювала конституційну монархію як форму державного правління. Вища законодавча влада надавалася парламенту – однопалатним Законодавчим зборам, що обиралися шляхом двоступеневого голосування терміном на два роки. Його депутати обиралися «активними громадянами» (чоловіками у віці від 25 років) відповідно до майнового цензу.
Національним девізом, закріпленим в Конституції стала фраза: "Нація, Закон, Король". 
Депутатами могли бути обрані тільки землевласники. Виконавча влада передавалася королю й міністрам, які призначалися королем і звітували тільки перед ним. Король не міг розпускати Законодавчі збори, але одержував право тимчасового вето (заборони) на рішення парламенту. У Конституції Франції були закріплені закони, прийняті Установчими зборами у 1789–1791 роках.